# Ängsdaggkåpa (växt)
Ängsdaggkåpa (Alchemilla subcrenata) är en rosväxtart som beskrevs av Robert Buser. Ängsdaggkåpa ingår i släktet daggkåpor, och familjen rosväxter. Inga underarter finns listade i Catalogue of Life.